# Wereldbeker shorttrack 2010/2011
De Wereldbeker shorttrack 2010-2011 (officieel: ISU Short Track Speed Skating World Cup 2010-11) was een door de ISU georganiseerde shorttrackcompetitie. De cyclus begon op 22 oktober 2010 in Montreal en eindigde op 20 februari 2011 in Dresden.

## Opzet
De wereldbeker shorttrack bestaat uit zes weekenden en per wedstrijd weekend worden de volgende afstanden verreden:500m, 1000m, 1500m, 3000m aflossing (alleen vrouwen) en 5000m aflossing (alleen mannen). Per weekend wordt een van de individuele afstanden twee keer verreden.

## Mannen

### Kalender
| Datum                                                          | Plaats            | Discipline      | Eerste                                                                         | Tweede                                                                         | Derde                                                                 |
| -------------------------------------------------------------- | ----------------- | --------------- | ------------------------------------------------------------------------------ | ------------------------------------------------------------------------------ | --------------------------------------------------------------------- |
| 22/10/2010                                                     | Montreal Canada   | 500m            | Charles Hamelin                                                                | Simon Cho                                                                      | Liang Wenhao                                                          |
| 22/10/2010                                                     | Montreal Canada   | 1000m           | Thibaut Fauconnet                                                              | Michael Gilday                                                                 | Travis Jayner                                                         |
| 23/10/2010                                                     | Montreal Canada   | 1500m (1)       | Jeff Simon                                                                     | Simon Cho                                                                      | Guillaume Bastille                                                    |
| 24/10/2010                                                     | Montreal Canada   | 1500m (2)       | Guillaume Bastille                                                             | Travis Jayner                                                                  | Maxime Chataignier                                                    |
| 23/10/2010                                                     | Montreal Canada   | 5000m aflossing | Canada Charles Hamelin Michael Gilday François-Louis Tremblay François Hamelin | Frankrijk Thibault Fauconnet Maxime Chataignier Jeremy Masson Sébastien Lepape | Verenigde Staten Jeff Simon Simon Cho Travis Jayner Kyle Carr         |
| 29/10/2010                                                     | Quebec Canada     | 500m            | François-Louis Tremblay                                                        | Liang Wenhao                                                                   | François Hamelin                                                      |
| 29/10/2010                                                     | Quebec Canada     | 1000m (1)       | Thibaut Fauconnet                                                              | Yu Yongjun                                                                     | Anthony Lobello                                                       |
| 30/10/2010                                                     | Quebec Canada     | 1000m (2)       | Charles Hamelin                                                                | Travis Jayner                                                                  | Guillaume Bastille                                                    |
| 30/10/2010                                                     | Quebec Canada     | 1500m           | Michael Gilday                                                                 | Nicola Rodigari                                                                | Maxime Chataignier                                                    |
| 31/10/2010                                                     | Quebec Canada     | 5000m aflossing | Canada Charles Hamelin Michael Gilday François-Louis Tremblay François Hamelin | Verenigde Staten Jeff Simon Simon Cho Travis Jayner Kyle Carr                  | Italië Tommaso Dotti Edoardo Reggiani Nicola Rodigari Davide Viscardi |
| 03/12/2010                                                     | Changchun China   | 500m (1)        | Han Jialiang                                                                   | Thibaut Fauconnet                                                              | Ryan Bedford                                                          |
| 03/12/2010                                                     | Changchun China   | 500m (2)        | Semjon Jelistratov                                                             | Remi Beaulieu                                                                  | Ryosuke Sakazume                                                      |
| 04/12/2010                                                     | Changchun China   | 1000m           | Kim Byeong-jun                                                                 | Thibaut Fauconnet                                                              | Maxime Chataignier                                                    |
| 04/12/2010                                                     | Changchun China   | 1500m           | Lee Ho-suk                                                                     | Liu Xianwei                                                                    | Simon Jeff                                                            |
| 05/12/2010                                                     | Changchun China   | 5000m aflossing | Canada                                                                         | Verenigde Staten                                                               | Zuid-Korea                                                            |
| 10/12/2010                                                     | Shanghai China    | 500m            | Sung Si-bak                                                                    | Thibaut Fauconnet                                                              | Lee Ho-suk                                                            |
| 11/12/2010                                                     | Shanghai China    | 1000m           | Noh Jin-kyu                                                                    | Sjinkie Knegt                                                                  | Lee Ho-suk                                                            |
| 11/12/2010                                                     | Shanghai China    | 1500m (1)       | Kim Cheol-min                                                                  | Song Weilong                                                                   | Maxime Chataignier                                                    |
| 12/12/2010                                                     | Shanghai China    | 1500m (2)       | Noh Jin-kyu                                                                    | Yuzo Takamido                                                                  | Olivier Jean                                                          |
| 12/12/2010                                                     | Shanghai China    | 5000m aflossing | Zuid-Korea                                                                     | Canada                                                                         | Nederland                                                             |
|                                                                |                   |                 |                                                                                |                                                                                |                                                                       |
| Europese kampioenschappen shorttrack 2011 in Heerenveen        |                   |                 |                                                                                |                                                                                |                                                                       |
|                                                                |                   |                 |                                                                                |                                                                                |                                                                       |
| 11/02/2011                                                     | Moskou Rusland    | 500m            | Simon Cho                                                                      | Paul Stanley                                                                   | Freek van der Wart                                                    |
| 11/02/2011                                                     | Moskou Rusland    | 1000m (1)       | Kim Byeong-jun                                                                 | François Hamelin                                                               | Liang Wenhao                                                          |
| 12/02/2011                                                     | Moskou Rusland    | 1000m (2)       | Noh Jin-kyu                                                                    | Thibaut Fauconnet                                                              | Travis Jayner                                                         |
| 13/02/2011                                                     | Moskou Rusland    | 1500m           | Noh Jin-kyu                                                                    | Travis Jayner                                                                  | Michael Gilday                                                        |
| 13/02/2011                                                     | Moskou Rusland    | 5000m aflossing | Nederland                                                                      | Frankrijk                                                                      | Canada                                                                |
| 18/02/2011                                                     | Dresden Duitsland | 500m (1)        | Thibaut Fauconnet                                                              | Simon Cho                                                                      | Travis Jayner                                                         |
| 18/02/2011                                                     | Dresden Duitsland | 500m (2)        | Simon Cho                                                                      | Liang Wenhao                                                                   | Thibaut Fauconnet                                                     |
| 19/02/2011                                                     | Dresden Duitsland | 1000m           | Song Weilong                                                                   | Guillaume Bastille                                                             | Noh Jin-kyu                                                           |
| 19/02/2011                                                     | Dresden Duitsland | 1500m           | Liu Xianwei                                                                    | Lee Ho-suk                                                                     | Micheal Gilday                                                        |
| 20/02/2011                                                     | Dresden Duitsland | 5000m aflossing | Duitsland                                                                      | Zuid-Korea                                                                     | Canada                                                                |
|                                                                |                   |                 |                                                                                |                                                                                |                                                                       |
| Wereldkampioenschap shorttrack 2011 (individueel) in Sheffield |                   |                 |                                                                                |                                                                                |                                                                       |
|                                                                |                   |                 |                                                                                |                                                                                |                                                                       |
| Wereldkampioenschap shorttrack 2011 (teams) in Warschau        |                   |                 |                                                                                |                                                                                |                                                                       |

### Eindstanden
500m
| # | Naam                    | Punten |
| - | ----------------------- | ------ |
| 1 | Simon Cho               | 3978   |
| 2 | Thibaut Fauconnet       | 3275   |
| 3 | Liang Wenhao            | 2550   |
| 4 | Han Jialiang            | 2396   |
| 5 | Charles Hamelin         | 1890   |
| 6 | François-Louis Tremblay | 1512   |
| 7 | Sung Si-bak             | 1414   |
| 8 | Kim Byeong-jun          | 1303   |

1000m
| # | Naam              | Punten |
| - | ----------------- | ------ |
| 1 | Thibaut Fauconnet | 4220   |
| 2 | Noh Jin-kyu       | 3152   |
| 3 | Travis Jayner     | 2411   |
| 4 | Kim Byeong-jun    | 2328   |
| 5 | Anthony Lobello   | 2144   |
| 6 | Sjinkie Knegt     | 1918   |
| 7 | Song Weilong      | 1750   |
| 8 | Michael Gilday    | 1645   |

1500m
| # | Naam               | Punten |
| - | ------------------ | ------ |
| 1 | Maxime Chataigner  | 2405   |
| 2 | Liu Xianwei        | 2358   |
| 3 | Michael Gilday     | 2306   |
| 4 | Guillaume Bastille | 2259   |
| 5 | Noh Jin-kyu        | 2203   |
| 6 | Song Weilong       | 2088   |
| 7 | Jeff Simon         | 2041   |
| 8 | Lee Ho-suk         | 1827   |

aflossing
| # | Land             | Punten |
| - | ---------------- | ------ |
| 1 | Canada           | 3800   |
| 2 | Zuid-Korea       | 2850   |
| 3 | Nederland        | 2460   |
| 4 | Verenigde Staten | 2374   |
| 5 | China            | 2048   |
| 6 | Frankrijk        | 2020   |
| 7 | Duitsland        | 1918   |
| 8 | Italië           | 1522   |

Team
| # | Land             | Punten |
| - | ---------------- | ------ |
| 1 | Canada           | 4880   |
| 2 | China            | 4290   |
| 3 | Zuid-Korea       | 3600   |
| 4 | Verenigde Staten | 3304   |
| 5 | Frankrijk        | 2106   |
| 6 | Nederland        | 1874   |
| 7 | Rusland          | 1712   |
| 8 | Japan            | 1590   |

## Vrouwen

### Kalender
| Datum                                                          | Plaats            | Discipline      | Eerste                                          | Tweede                                                                     | Derde                                                                          |
| -------------------------------------------------------------- | ----------------- | --------------- | ----------------------------------------------- | -------------------------------------------------------------------------- | ------------------------------------------------------------------------------ |
| 22/10/2010                                                     | Montreal Canada   | 500m            | Marianne St-Gelais                              | Arianna Fontana                                                            | Valerie Lambert                                                                |
| 22/10/2010                                                     | Montreal Canada   | 1000m           | Katherine Reutter                               | Marianne St-Gelais                                                         | Liu Qiuhong                                                                    |
| 23/10/2010                                                     | Montreal Canada   | 1500m (1)       | Lana Gehring                                    | Zhou Yang                                                                  | Valérie Maltais                                                                |
| 24/10/2010                                                     | Montreal Canada   | 1500m (2)       | Katherine Reutter                               | Marie-Ève Drolet                                                           | Zhou Yang                                                                      |
| 23/10/2010                                                     | Montreal Canada   | 3000m aflossing | China Zhou Yang Liu Qiuhong Zhang Hui Fan Kexin | Verenigde Staten Katherine Reutter Lana Gehring Alyson Dudek Jessica Smith | Canada Marianne St-Gelais Valérie Maltais Marie-Ève Drolet Valerie Lambert     |
| 29/10/2010                                                     | Quebec Canada     | 500m            | Marianne St-Gelais                              | Arianna Fontana                                                            | Fan Kexin                                                                      |
| 29/10/2010                                                     | Quebec Canada     | 1000m (1)       | Lana Gehring                                    | Arianna Fontana                                                            | Marianne St-Gelais                                                             |
| 30/10/2010                                                     | Quebec Canada     | 1000m (2)       | Zhou Yang                                       | Katherine Reutter                                                          | Elise Christie                                                                 |
| 30/10/2010                                                     | Quebec Canada     | 1500m           | Zhou Jang                                       | Katherine Reutter                                                          | Biba Sakurai                                                                   |
| 31/10/2010                                                     | Quebec Canada     | 3000m aflossing | China Zhou Yang Liu Qiuhong Zhang Hui Fan Kexin | Canada Marianne St-Gelais Valérie Maltais Valerie Lambert Jessica Hewitt   | Verenigde Staten Katherine Reutter Lana Gehring Jessica Smith Morgan Izykowski |
| 03/12/2010                                                     | Changchun China   | 500m (1)        | Zhao Nannan                                     | Liu Qiuhong                                                                | Fan Kexin                                                                      |
| 03/12/2010                                                     | Changchun China   | 500m (2)        | Zhao Nannan                                     | Fan Kexin                                                                  | Kim Dam-min                                                                    |
| 04/12/2010                                                     | Changchun China   | 1000m           | Yang Shin-young                                 | Marie-Ève Drolet                                                           | Zhou Yang                                                                      |
| 04/12/2010                                                     | Changchun China   | 1500m           | Katherine Reutter                               | Cho Ha-ri                                                                  | Biba Sakurai                                                                   |
| 05/12/2010                                                     | Changchun China   | 3000m aflossing | Zuid-Korea                                      | China                                                                      | Nederland                                                                      |
| 10/12/2010                                                     | Shanghai China    | 500m            | Zhao Nannan                                     | Liu Qiuhong                                                                | Jessica Gregg                                                                  |
| 11/12/2010                                                     | Shanghai China    | 1000m           | Cho Ha-ri                                       | Zhou Yang                                                                  | Liu Qiuhong                                                                    |
| 11/12/2010                                                     | Shanghai China    | 1500m (1)       | Yang Shin-young                                 | Hwang Hyunsun                                                              | Kim Dam-min                                                                    |
| 12/12/2010                                                     | Shanghai China    | 1500m (2)       | Cho Ha-ri                                       | Park Seung-hi                                                              | Zhou Yang                                                                      |
| 12/12/2010                                                     | Shanghai China    | 3000m aflossing | China                                           | Zuid-Korea                                                                 | Italië                                                                         |
|                                                                |                   |                 |                                                 |                                                                            |                                                                                |
| Europese kampioenschappen shorttrack 2011 in Heerenveen        |                   |                 |                                                 |                                                                            |                                                                                |
|                                                                |                   |                 |                                                 |                                                                            |                                                                                |
| 11/02/2011                                                     | Moskou Rusland    | 500m            | Marianne St-Gelais                              | Liu Qiuhong                                                                | Martina Valcepina                                                              |
| 11/02/2011                                                     | Moskou Rusland    | 1000m (1)       | Yang Shin-young                                 | Hwang Hyun-sun                                                             | Li Jiranrou                                                                    |
| 12/02/2011                                                     | Moskou Rusland    | 1000m (2)       | Katherine Reutter                               | Hwang Hyun-sun                                                             | Kim Dam-min                                                                    |
| 13/02/2011                                                     | Moskou Rusland    | 1500m           | Katherine Reutter                               | Cho Ha-ri                                                                  | Kim Dam-min                                                                    |
| 13/02/2011                                                     | Moskou Rusland    | 3000m aflossing | China                                           | Canada                                                                     | Italië                                                                         |
| 18/02/2011                                                     | Dresden Duitsland | 500m (1)        | Marianne St-Gelais                              | Liu Qiuhong                                                                | Martina Valcepina                                                              |
| 18/02/2011                                                     | Dresden Duitsland | 500m (2)        | Marianne St-Gelais                              | Martina Valcepina                                                          | Liu Qiuhong                                                                    |
| 19/02/2011                                                     | Dresden Duitsland | 1000m           | Yang Shin-young                                 | Yui Sakai                                                                  | Marie-Ève Drolet                                                               |
| 19/02/2011                                                     | Dresden Duitsland | 1500m           | Yang Shin-young                                 | Marie-Ève Drolet                                                           | Hwang Hyun-sun                                                                 |
| 20/02/2011                                                     | Dresden Duitsland | 3000m aflossing | Verenigde Staten                                | Zuid-Korea                                                                 | Canada                                                                         |
|                                                                |                   |                 |                                                 |                                                                            |                                                                                |
| Wereldkampioenschap shorttrack 2011 (individueel) in Sheffield |                   |                 |                                                 |                                                                            |                                                                                |
|                                                                |                   |                 |                                                 |                                                                            |                                                                                |
| Wereldkampioenschap shorttrack 2011 (teams) in Warschau        |                   |                 |                                                 |                                                                            |                                                                                |

### Eindstanden
500m
| # | Naam               | Punten |
| - | ------------------ | ------ |
| 1 | Marianne St-Gelais | 5000   |
| 2 | Liu Qiuhong        | 4250   |
| 3 | Zhao Nannan        | 3840   |
| 4 | Fan Kexin          | 3412   |
| 5 | Martina Valcepina  | 2725   |
| 6 | Arianna Fontana    | 2452   |
| 7 | Erika Huszar       | 1373   |
| 8 | Yui Sakai          | 1289   |

1000m
| # | Naam              | Punten |
| - | ----------------- | ------ |
| 1 | Katherine Reutter | 3136   |
| 2 | Yang Shin-young   | 3000   |
| 3 | Zhou Yang         | 2440   |
| 4 | Lana Gehring      | 2396   |
| 5 | Liu Qiuhong       | 2202   |
| 6 | Marie-Ève Drolet  | 2147   |
| 7 | Yui Sakai         | 2088   |
| 8 | Hwang Hyun-sun    | 2014   |

1500m
| # | Naam              | Punten |
| - | ----------------- | ------ |
| 1 | Katherine Reutter | 4210   |
| 2 | Zhou Yang         | 3490   |
| 3 | Cho Ha-ri         | 2600   |
| 4 | Marie-Ève Drolet  | 2400   |
| 5 | Kim Dam-min       | 2382   |
| 6 | Yang Shin-young   | 2000   |
| 7 | Biba Sakurai      | 1572   |
| 8 | Bernadett Heidum  | 1554   |

aflossing
| # | Land             | Punten |
| - | ---------------- | ------ |
| 1 | China            | 4000   |
| 2 | Canada           | 2880   |
| 3 | Verenigde Staten | 2850   |
| 4 | Zuid-Korea       | 2810   |
| 5 | Italië           | 2018   |
| 6 | Japan            | 1946   |
| 7 | Nederland        | 1890   |
| 8 | Rusland          | 1394   |

Team
| # | Land             | Punten |
| - | ---------------- | ------ |
| 1 | China            | 5112   |
| 2 | Canada           | 4490   |
| 3 | Zuid-Korea       | 3400   |
| 4 | Verenigde Staten | 2694   |
| 5 | Japan            | 2684   |
| 6 | Italië           | 2070   |
| 7 | Nederland        | 1958   |
| 8 | Rusland          | 1416   |

1997/1998 · 
1998/1999 · 
1999/2000 · 
2000/2001 · 
2001/2002 · 
2002/2003 · 
2003/2004 · 
2004/2005 · 
2005/2006 · 
2006/2007 · 
2007/2008 ·
2008/2009 ·
2009/2010 ·
2010/2011 ·
2011/2012 ·
2012/2013 ·
2013/2014 ·
2014/2015 ·
2015/2016 ·
2016/2017 ·
2017/2018 ·
2018/2019 ·
2019/2020 · 
2020/2021 ·
2021/2022 ·
2022/2023 ·
2023/2024 ·
2024/2025
Alpineskiën ·
Biatlon ·
Bobsleeën ·
Freestyleskiën ·
Langlaufen ·
Noordse combinatie ·
Rodelen ·
Schaatsen (junioren) ·
Schansspringen ·
Shorttrack ·
Skeleton ·
Snowboarden